# Cañada de Gómez
Cañada de Gómez es una ciudad ubicada en la región sur de la provincia de Santa Fe, República Argentina. Es la cabecera del Departamento Iriondo. Se encuentra en el km 376 de la Autopista Rosario - Córdoba, a 75 km al noroeste de la ciudad de Rosario y a 200 km de la ciudad de Santa Fe, distando a 400 km de la capital argentina, la ciudad de Buenos Aires. Limita con las ciudades de Armstrong, Correa y Villa Eloísa. A poca distancia hacia el oeste, se ingresa a la región central-este de la Provincia de Córdoba. Su población es de 40.000 habitantes.

## Historia
Surgida hacia 1750 era, en principio, una estancia que pertenecía al capitán Miguel Gómez. El 22 de noviembre de 1861 se libró la "matanza de Cañada de Gómez" donde el ejército de Buenos Aires a las órdenes del futuro presidente uruguayo Venancio Flores venció a las fuerzas de la Confederación Argentina que comandaba Benjamín Virasoro. Hubo más de 300 muertos y 144 prisioneros. En 1819, los descendientes de Gómez, miembros del Partido Unitario, en conflicto con el gobernador federal de Santa Fe, Estanislao López, se vieron en la obligación de emigrar a la provincia de Buenos Aires, después de que este último confiscara sus tierras. Fue declarada pueblo en el año de 1883, aunque su núcleo de población y caserío primitivo que dieron identidad al pueblo encontraron su etapa de expansión hacia 1860. Un año antes de que se nombrara pueblo, en 1882, se fundó la curtiembre Antenor Beltrame, que sería en apenas cuestión de un par de décadas la más grande e importante de toda Sudamérica. A final del siglo XIX es inaugurado el servicio de tren entre Rosario y Cañada.
En 1922 fue declarada ciudad a pesar de no contar por entonces con la población mínima requerida para tal declaratoria, y fue entonces cuando asumió el cargo de primer intendente el Dr. Ricardo Andino.
La ciudad conserva una atractiva fisonomía antigua viéndose acentuada en angostos y prolongados callejones, casas y edificios públicos conservados de los siglos XIX y XX, resaltando su casco histórico en torno a la bella estación y las casonas que le rodean, liderando la arquitectura del período 1860-1930.
En este radio, sobre el bulevar Balcarce, muy cerca de los tres museos con que cuenta la ciudad se encuentran dos estatuas distanciadas por cien metros, el indio y el gaucho (la segunda, hoy en proceso de restauración) quienes poblaban los fértiles campos santafesínos al surgir el pueblo con la llegada y el esfuerzo de los criollos de otras partes de la provincia y los provenientes de Córdoba y Santiago del Estero, a los que se sumaron los inmigrantes españoles e italianos.
El servicio de tren en la localizada es cerrado por la dictadura militar de 1977.
Se la conocía por el nombre de «La Capital del Mueble», porque a mediados del siglo XX tenía muchas fábricas de muebles. En los años noventa casi todas las fábricas tuvieron que cerrar debido a la importación de productos desde el extranjero, algo que se pudo revertir una década más tarde con un enorme plan de reindustrialización que vivió su mejor momento en la década de 2010.
En marzo de 2023, se incendia la estación eléctrica transformadora de Cañada de Gómez. Para octubre del mismo año, Gabriela Lescano fiscal de Cañada de Gómez, es suspendida por la Legislatura de Santa Fe, por incumplimiento de los deberes de funcionario público.
En agosto de 2022, se reactivó el servicio de tren entre Rosario y Cañada Gómez.Para octubre de 2024, el servicio de tren vuelve a ser suspendido, por falta de mantenimiento de las locomotoras.

## Economía

### Agricultura y ganadería
En esta región predomina la agricultura por las características del suelo y clima que da muy buenos rendimientos. En ganadería, la cría de ganado vacuno y porcino es predominante de esta ciudad. Junto a estas actividades se desarrollan otras como secado del cereal, provisión de semillas, asesoramiento veterinario, etc.

## Infraestructura
Cañada Gómez cuenta con una represa nombrada "Santo Padre Francisco".
La localidad cuenta con la estación transformadora de Cañada de Gómez administrada por la Empresa Provincial de la Energía (EPE).

## Población
Cuenta con 32.553 habitantes (INDEC, 2022), lo que representa un aumento de un 9,15% frente a los 29.824 habitantes del censo anterior (INDEC 2010)
| Gráfica de evolución demográfica de Cañada de Gómez entre 1970 y 2022 |
|                                                                       |
| Fuente: censos nacionales del INDEC                                   |

## Educación
En la ciudad se encuentra la Sede de la Dirección Regional V del Ministerio de Educación y Cultura de la provincia de Santa Fe.
La oferta de la educación formal abarca un amplio espectro de niveles y modalidades:
- Nivel inicial.
- Nivel especial.
- Centros de educación física.
- Escuela primaria y secundaria para adultos.
- Escuela Taller de Educación Manual.
- EGB y polimodal con sus 5 modalidades: Humanidades y Ciencias Sociales, Economía y Gestión de las Organizaciones, Ciencias Naturales, Comunicación, Arte y Diseño, Producción de Bienes y Servicios.
- Educación de Nivel Terciario.
- Educación Universitaria (mediante una sede de la Facultad de Ciencias económicas de la Universidad Nacional de Rosario).
- Centro de Capacitación Laboral y Formación Profesional con 12 cursos en diferentes especialidades.

Existen varias ONG, grupos independientes y particulares que desde la diversidad de sus acciones aportan al enriquecimiento de la ciudad.

#### Nivel Inicial
- Jardín de infantes N.º 295 Barrilete de Colores, inaugurado en septiembre de 2024 por el gobernador Maximiliano Pullaro.[8]

## Deportes
La Asociación Deportiva Everton Olimpia (A.D.E.O), nace de la fusión entre el Club Atlético Everton Argentinos Juniors y del Club Atlético Olimpia, asociados desde el 21 de marzo de 1993 (aunque su historia se remonta al 8 de septiembre de 1914). En la disciplina Fútbol obtuvo los campeonatos de 1929, 1935, 1943, 1944, 1947, 1948, 1974, 1983, 1984, 2009 (bicampeones Invictos, Torneo Apertura y Clausura), 2010, 2012, 2015, 2017 y 2022. Un dato para destacar es que Oscár Pinino Más disputó el Regional de 1985 para este club. En el Básquet salieron de la cantera jugadores que jugaron en la elite del Básquet mundial como lo son Leonardo Mainoldi quien se fue bien joven a Europa, hoy jugando la Liga Nacional Argentina en Quimsa de Santiago del Estero, otro de los representantes es Juan Ignacio Brussino quien hace 10 años que está presente en  Liga Nacional hoy en día comparte equipo con Leo en Quimsa de Santiago del Estero y por último Nicolás Brussino, quien de muy chico jugó TNA, luego consiguió la Liga Sudamericana con Regatas de Corrientes, después de un gran año en Peñarol de Mar del Plata, salta de la Liga Nacional a la mejor liga del mundo la NBA para jugar en los Dallas Mavericks, actualmente Nico integró el plantel del seleccionado Argentino que se consagró Subcampeón en China 2019, actualmente integra el plantel de Casademont Zaragoza
El Sport Club Cañadense es uno de los clubes más importante de la región. Nació el 5 de agosto de 1913 por la fusión de los Clubes San Martín y Ciclista. Su deporte principal es el básquet, fue fundador de la Liga Nacional de Básquet en la que participó durante 11 temporadas, donde se destacaron jugadores que trascendieron a nivel nacional e internacional, entre otros, Hugo Sconochini . El fútbol también ocupa un lugar destacado, con 19 títulos. Cuenta con 1100 deportistas en distintas actividades deportivas como el Básquetbol, Fútbol, Gimnasia Aeróbica, Gimnasia Artística, Hockey s/Césped, Kempo, Natación, Patín Artístico y Tenis.
Otros equipos destacados de la ciudad son Club Atlético América, Club Atlético Newells Old Boys (CDG), Club Deportivo Sarmiento, Club Social Talleres, Club Arroyito, Club Villa Soto.

## Cultura
Cañada cuenta con la Casa de la Cultura de Cañada de Gómez, donde se suele realizar exhibiciones de pintura y fotografía.

### Teatros
La ciudad cuenta con dos teatros. El Teatro Cervantes, creado por la colectividad hispana el 28 de julio de 1889 e inaugurado el 30 de septiembre de 1911 con el nombre de "Teatro Sociedad Española". Luego, remodelado por Pedro y Alberto Franzinelli, fue reabierto en 1926 con el nombre de "Teatro Cervantes". El Teatro Verdi, edificado por la Unione e Benevolenza (presidida por Ferruccio Ardigó,), fue inaugurado el 14 de febrero de 1925, con la ópera Il Trovatore de Verdi. Entre sus visitantes se cuentan innumerables artistas, como Carlos Gardel, Agustín Magaldi, Libertad Lamarque y Margarita Xirgu. Fue declarado Monumento Histórico Provincial.

### Festividades
- Festival folclórico Las Tres Lunas: 20, 21 y 22 de enero.
- Festividad del santo patrono San Pedro Apóstol: 29 de junio.

## Localidades y parajes
- Campo Carbonari
- Campo del Sol
- Campo Mosca
- Campo Iadanza
- Campo Pelli
- La Casilla
- La Monalisa
- Las Trojas
- Santa Clara
- Santa María
- Plazas
- Parque Municipal

## Aeroclub
La ciudad cuenta con un aeroclub, fundado el 10 de octubre de 1937.
El aeroclub puede prestar además el servicio de evacuación sanitaria aérea. El parque aeronáutico está conformado por un Piper PA-11, dos Cessnas C150, un Cessna C172 y un Cessna C182 (restringido para operaciones de lanzamiento de paracaidistas).

## Medios de comunicación
- Eclipse FM 93.7 - La Radio de tus Emociones - 3471 55 6484
- FM VIDA 90.3 - 3471 57 7036
- FM 88.5 Radio Escuela Municipal
- AM 1620 Radio MITRE CAÑADA DE GÓMEZ - Primer radio AM de la región con todas las noticias de la zona
- ENCDG - Medio difusión para Emprendedores Locales, Comerciantes y Empresas
- FM SITRAM 97.5 - Emisora del Sindicato de Trabajadores Municipales, Rivadavia 1065
- PUNTO DE NOTICIAS | El noticiero de Cañada de Gómez y la región
- Diario Cañada... Acá estas vos... - Portal digital de noticias de la ciudad y zona
- Otrodia.com - El diario digital de Cañada de Gómez - Portal Digital de Noticias de Cañada de Gómez
- Sutribuna el primer diario digital de la región fundado en el 2007, revista página abierta sutribuna fundada en el 1992.diario estrella el diario del pueblo decano de la prensa cañadense
- Periódico El Informe de la Ciudad - semanario de actualidad.
- Diariovision - Diario digital de la productora VISION MULTIMEDIOS, que concentra el noticiero local de TV y radio F.M. IBIZA 95.3
- FM IDENTIDAD 107.3 (ubicada en Avellaneda 1246), Tel 03471/428908/15519509
- Periódico Libre "La Imprenta" (Impreso) de Emanuel N. Soverchia (Periodismo de investigación y denuncia)

### Ubicación geográfica y datos del tiempo
- FallingRain.com (coordenadas geográficas e imágenes satelitales).
- InfoClima.com (datos del tiempo meteorológico).
- TuTiempo.net (coordenadas geográficas).
- Accuweather (datos del tiempo meteorológico).

- Datos: Q971555
- Multimedia: Cañada de Gómez / Q971555